# SMPDL3B
SMPDL3B (англ. Sphingomyelin phosphodiesterase acid like 3B) – білок, який кодується однойменним геном, розташованим у людей на 1-й хромосомі. Довжина поліпептидного ланцюга білка становить 455 амінокислот, а молекулярна маса — 50 814.
| 10         |  | 20         |  | 30         |  | 40         |  | 50         |
| ---------- |  | ---------- |  | ---------- |  | ---------- |  | ---------- |
| MRLLAWLIFL |  | ANWGGARAEP |  | GKFWHIADLH |  | LDPDYKVSKD |  | PFQVCPSAGS |
| QPVPDAGPWG |  | DYLCDSPWAL |  | INSSIYAMKE |  | IEPEPDFILW |  | TGDDTPHVPD |
| EKLGEAAVLE |  | IVERLTKLIR |  | EVFPDTKVYA |  | ALGNHDFHPK |  | NQFPAGSNNI |
| YNQIAELWKP |  | WLSNESIALF |  | KKGAFYCEKL |  | PGPSGAGRIV |  | VLNTNLYYTS |
| NALTADMADP |  | GQQFQWLEDV |  | LTDASKAGDM |  | VYIVGHVPPG |  | FFEKTQNKAW |
| FREGFNEKYL |  | KVVRKHHRVI |  | AGQFFGHHHT |  | DSFRMLYDDA |  | GVPISAMFIT |
| PGVTPWKTTL |  | PGVVNGANNP |  | AIRVFEYDRA |  | TLSLKDMVTY |  | FMNLSQANAQ |
| GTPRWELEYQ |  | LTEAYGVPDA |  | SAHSMHTVLD |  | RIAGDQSTLQ |  | RYYVYNSVSY |
| SAGVCDEACS |  | MQHVCAMRQV |  | DIDAYTTCLY |  | ASGTTPVPQL |  | PLLLMALLGL |
| CTLVL      |  |            |  |            |  |            |  |            |

A: Аланін

C: Цистеїн

D: Аспарагінова кислота

E: Глутамінова кислота

F: Фенілаланін

G: Гліцин

H: Гістидин

I: Ізолейцин

K: Лізин

L: Лейцин

M: Метіонін

N: Аспарагін

P: Пролін

Q: Глутамін

R: Аргінін

S: Серин

T: Треонін

V: Валін

W: Триптофан

Кодований геном білок за функціями належить до гідролаз, глікозидаз. 
Задіяний у таких біологічних процесах, як імунітет, вроджений імунітет, запальна відповідь, метаболізм ліпідів, деградація ліпідів, альтернативний сплайсинг. 
Білок має сайт для зв'язування з іонами металів, іоном цинку. 
Локалізований у клітинній мембрані, мембрані.
Також секретований назовні.